# Riedle (Schonwald)
Das Gebiet Riedle ist ein mit Verordnung vom 26. März 2004 durch die Körperschaftsforstdirektion Tübingen ausgewiesener Schonwald (Schutzgebiet-Nummer 200282) bei Wald im Landkreis Sigmaringen in Baden-Württemberg.

## Lage
Bei dem Schutzgebiet handelt es sich um einen strukturreichen Altholzbestand auf einem ehemaligen Moor-Standort nordöstlich von Wald.
Das Schutzgebiet befindet sich im Forstbezirk Pfullendorf in der Abt. 63 „Riedle“ des Privatwalds der Fürstl. Hohenzollernschen Forstverwaltung und umfasst das Flurstück Nr. 211 sowie Teile der Flurstücke Nr. 192 und 237/5 auf Gemarkung Wald. Der Ringgenbach entspringt im nördlichen Teil des Schutzgebiets, im südlichen Teil der Burraubach.

## Vegetation
Im Schonwald kommen laut Waldbiotopkartierung die folgenden Pflanzen vor:
Buschwindröschen, Wiesen-Kerbel, Roter Hartriegel, Kletten-Labkraut, Wiesen-Labkraut, Echte Nelkenwurz, Wiesen-Bärenklau, Espe,
Himbeere, Sal-Weide, Vielnervige Weide, Roter Holunder, Große Brennnessel, Berg-Ahorn, Rosmarinheide, Wald-Engelwurz, Hänge-Birke,
Moor-Birke, Schlangen-Knöterich, Besenheide, Sumpfdotterblume, Sumpf-Segge, Grau-Segge, Steife Segge, Stachel-Segge, Sumpf-Kratzdistel,
Gemeine Hasel, Rasen-Schmiele, Drahtschmiele, Gewöhnlicher Dornfarn, Schmalblättriges Weidenröschen, Acker-Schachtelhalm, Winter-Schachtelhalm,
Sumpf-Schachtelhalm, Rotbuche, Mädesüß, Faulbaum, Gemeine Esche, Weißes Labkraut, Sumpf-Labkraut, Bach-Nelkenwurz, Gewöhnliche Nachtviole,
Großes Springkraut, Kleines Springkraut, Knäuel-Binse, Flatter-Binse, Kleine Wasserlinse, Sprossender Bärlapp, Keulen-Bärlapp,
Gewöhnlicher Gilbweiderich, Gewöhnlicher Blutweiderich, Pfeifengräser, Wald-Sauerklee, Einbeere, Sumpf-Haarstrang, Gemeine Fichte,
Bergkiefer, Waldkiefer, Espe, Stieleiche, Ohr-Weide, Bruch-Weide, Wald-Simse, Sumpf-Helmkraut, Rote Lichtnelke, Bittersüßer Nachtschatten,
Vogelbeere, Bach-Sternmiere, Schmalblättriger Rohrkolben, Breitblättriger Rohrkolben, Heidelbeere, Gewöhnliche Moosbeere, Rauschbeere,
Preiselbeere, Bachbunge, Wolliger Schneeball, Zypressenschlafmoos, Gemeines Weißmoos, Goldenes Frauenhaarmoos, Schönes Widertonmoos,
Sphagnum sect. Acutifolia, Gelbes Windröschen, Strauch-Birke, Schlank-Segge, Walzen-Segge, Pillen-Segge, Scheiden-Wollgras, Blaues Pfeifengras,
Echter Ehrenpreis, Jungermannia confertissima, Sphagnum magellanicum.
Im Schutzgebiet liegen das Biotop Hecke beim Sportplatz Walbertsweiler mit der Biotopnummer 180204371322, das Biotop Schonwald "Riedle" W Wald mit der Biotopnummer 280204370025 und das Biotop Schonwald "Riedle" W Wald - Moorwald mit der Biotopnummer 280204370930.

## Schutzzweck
Der Schutzzweck des Schonwalds ist gemäß Schutzgebietsverordnung
- die Erhaltung des auf Teilflächen vorkommenden Rauschbeeren-Fichten-Waldes sowie der ansatzweise noch vorhandenen Flach- und Hochmoorbereiche.

## Betreuung
Wissenschaftlich betreut wird der Schonwald durch die Forstliche Versuchs- und Forschungsanstalt Baden-Württemberg (BVA).